# ميومبو

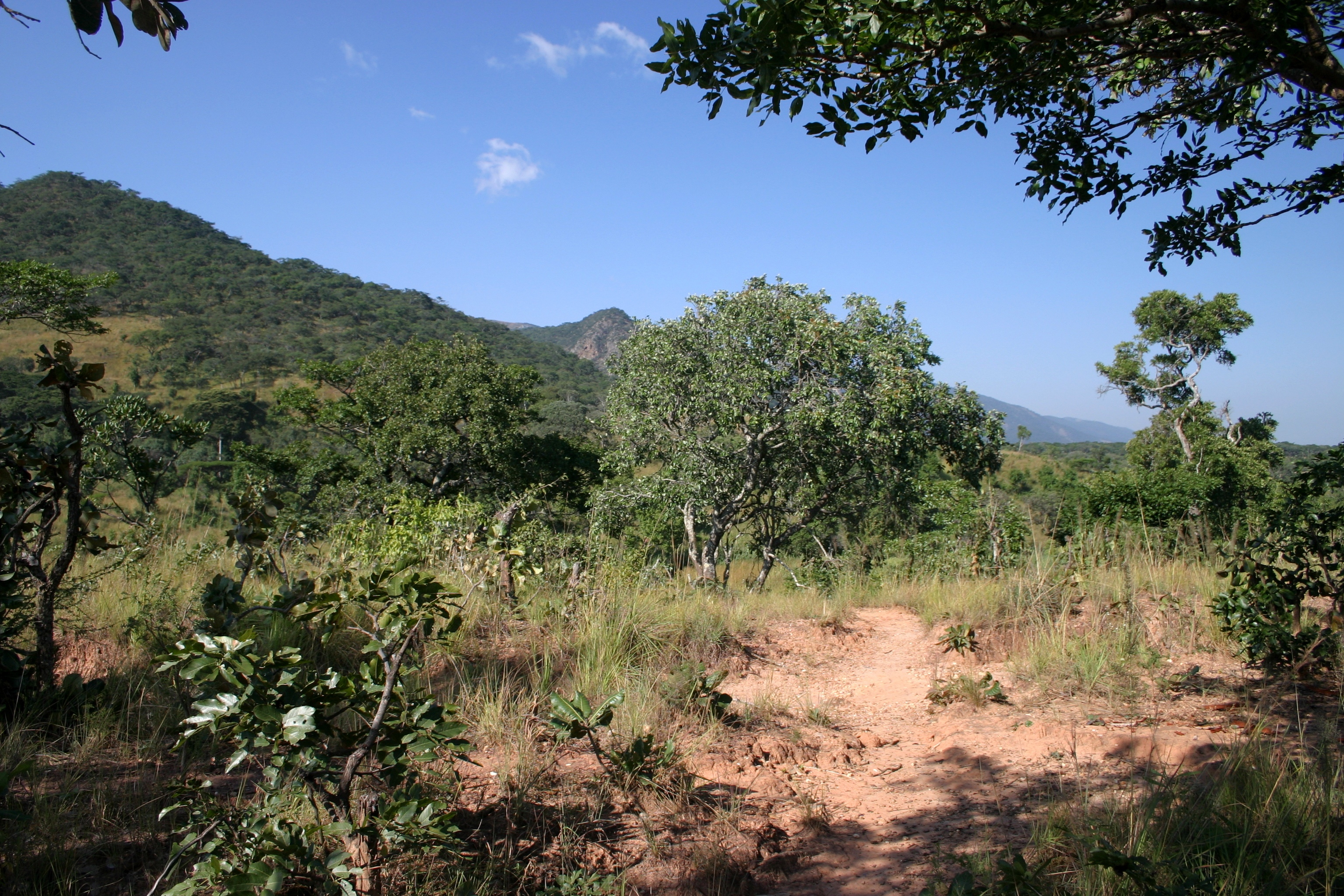
غابة ميومبو على هضبة نيكا، تنزانيا

غابات ميومبو هي أراضي عُشبية استوائية وشبه استوائية بيولوجية (في مُخطط الصندوق العالمي للطبيعة). وتشمل أربع مناطق بيئية في غابات السافانا حيث تتميز بالوجود المُهيمن لأنواع الأشجار من الـ Brachystegia و Julbernardia ، ولديها مجموعة من المناخات التي تتراوح من الرطبة إلى شبه القاحلة، ومن الاستوائية إلى شبه الاستوائية أو حتى المُعتدلة. تتساقط أوراق الأشجار بشكلاً مُميز لفترةٌ قصيرةٌ في موسم الجفاف، لتقليل فُقدان الماء، وتُنتج تدفقاً من الأوراق الجديدة قبل بداية موسم الأمطار مُباشرةٌ بألواناً ذهبيةٌ حمراء، حيث تُخفي الكلوروفيل الكامن وراءها، وتُذّكرنا بألوان الخريف المُعتدلة. في المنطقة المُعتدلة.

## التسمية
الغابة تحصل اسمها من ميومبو (جمع مومبو muombo المفرد)، كلمة في البيمبا وهي لأنواع الأشجار الـ Brachystegia. وغيرها من لغات البانتو في المنطقة، مثل السواحلية وشونا، ذات الصلة إن لم تكن عبارة متطابقة، مثل السواحلية miyombo (myombo المفرد).

## مناطق غابات ميومبو البيئية
تُشكل غابات ميومبو حزامًا عريضًا عبر جنوب وسط إفريقيا، تمتد من أنغولا في الغرب إلى تنزانيا إلى الشرق. وتهيمن على هذه الغابات أشجاراً من الفصيلة الفرعية من بقماوات، ولا سيما المومبو (Brachystegia) و Julbernardia و Isoberlinia ، والتي نادرًا ما توجد خارج أراضي غابات ميومبو. والمناطق البيئية الأربعة هي:
- غابات ميومبو الأنغولية ( أنغولا )
- غابات ميومبو الزامبيزية الوسطى (أنغولا ، بوروندي ، جمهورية الكونغو الديمقراطية ، ملاوي ، تنزانيا ، زامبيا )
- غابات ميومبو الشرقية ( موزمبيق ، تنزانيا)
- غابات ميومبو الجنوبية (ملاوي وموزمبيق وجنوب زامبيا وزيمبابوي )

يُمكن تصنيف غابات ميومبو على أنها جافةً أو رطبة، بناءً على كمية الأمطار السنوية وتوزيعها. وتظهر الغابات الجافة في تلك المناطق التي تستقبل أقل من 1000 مم في السنة، مُعظمها في زيمبابوي وتنزانيا الوسطى والمناطق الجنوبية من موزمبيق وملاوي وزامبيا. الغابات الرطبة هي تلك التي تستقبل أكثر من 1000 مم سنويًا لهطول الأمطار، يقع بشكل رئيسي في شمال زامبيا وشرق أنغولا ووسط ملاوي وجنوب غرب تنزانيا.

## الناس
تعد غابات الميومبو موئلاً مُهمة أيضًا لسُبل العيش للعديد من سُكان الريف الذين يعتمدون على الموارد المتاحة من الغابات. توفر المجموعة الواسعة من الأنواع منتجات غير خشبية مثل الفاكهة والعسل وعلف الماشية وحطب الوقود.

## النباتات والحيوانات
على الرغم من التربة الفقيرة بالمُغذيات نسبيًا، وموسم الجفاف الطويل (وانخفاض هطول الأمطار في بعض المناطق)، تعد الغابات موطنًا للعديد من الأنواع، بما في ذلك العديد من أنواع الطيور المتوطنة المتخصصة في ميومبو. الشجرة السائدة هي ميومبو ( Brachystegia spp. ). كما يوفر الغذاء للثدييات مثل الفيل الافريقي (Loxodonta africana)، والكلاب البرية الأفريقية (Lycaon pictus) ،وظباء سابل (Hippotragus niger) و ظباء هارتبيست ليختنشتاين(Sigmoceros lichtensteinii).

## المعرض

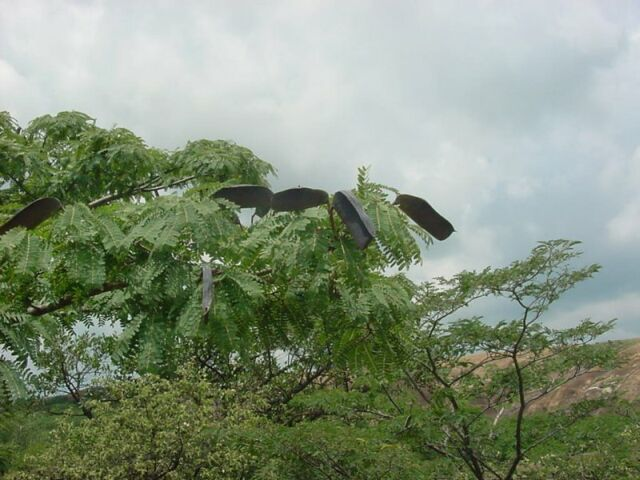
أوراق الشجر والقرون من شجر Brachystegia glaucescens

## روابط خارجية
- "Eastern Miombo woodlands". Terrestrial Ecoregions. World Wildlife Fund.
- Earthtrends.wri.org: خريطة غابات ميومبو والأراضي العشبية والأراضي الجافة